# Do Gyeong-dong
Do Gyeong-dong (Yeongcheon, 19 de agosto de 1999) é um esgrimista sul-coreano, campeão olímpico.

## Carreira
De Yeongcheon, ele estudou na Osung Middle School e depois na Osung High School, onde competiu em esgrima de sabre com o técnico Lee Seung-yong, que participou das Olimpíadas de Verão de 1992. Mais tarde, ele frequentou a Dong-Eui University em Busan, onde estudou educação física. Em 2019, seu segundo ano na universidade, ele ajudou o time de sua escola a ficar em segundo lugar no campeonato nacional e foi selecionado para a seleção sul-coreana sub-23, competindo no campeonato asiático sub-23, onde ajudou seu time a ganhar a medalha de ouro e ganhou uma medalha de ouro individual.
Em 2021, Do foi nomeado para a seleção nacional após chegar às semifinais do Campeonato Nacional da Copa do Presidente, competindo posteriormente pela seleção nacional no Grande Prêmio Internacional na França. Em 2022, ele competiu na Copa do Mundo na Argélia e ajudou a seleção sul-coreana a ficar em primeiro lugar. Do alistou-se no exército sul-coreano em abril de 2023 como membro do Corpo Atlético das Forças Armadas da Coreia. Mais tarde naquele ano, ele participou dos Jogos Universitários Mundiais de Verão, ganhando uma medalha de prata no evento por equipes.
Nos Jogos Olímpicos de Verão de 2024, em Paris, conquistou a medalha de ouro na disputa de sabre por equipes ao lado de Gu Bon-gil, Oh Sang-uk e Park Sang-won.